# Pseudoceratina verrucosa
Pseudoceratina verrucosa är en svampdjursart som beskrevs av Patricia R. Bergquist 1995. Pseudoceratina verrucosa ingår i släktet Pseudoceratina och familjen Pseudoceratinidae.
Artens utbredningsområde är Nya Kaledonien. Inga underarter finns listade i Catalogue of Life.